# 岩上妙子
岩上 妙子（いわかみ たえこ、1918年（大正7年）1月24日 - 2000年（平成12年）4月30日）は、日本の医師。政治家。参議院議員（1期、自民党）。

## 経歴
茨城県多賀郡平潟町（今の北茨城市）生まれ。福島県立磐城高等女学校（のち福島県立磐城女子高等学校、現在の福島県立磐城桜が丘高等学校）を経て、1939年帝国女子医学専門学校（現・東邦大学）卒。東京警察病院に勤務し、茨城県瓜連町（現・那珂市）で開業する。瓜連町教育委員、水戸家庭裁判所家事調停委員などを経て、1974年の第10回参議院議員通常選挙において茨城地方区から茨城県興農政治連盟で立候補して当選する。3年後、難病の尋常性天疱瘡に罹り、参議院議員を辞職する。その後継に夫の岩上二郎が補欠選挙に立候補して当選、3期務めた。
1989年8月、夫・二郎が死去。妙子はこれに伴う補選への立候補に意欲を示し、記者会見まで開いた。一方で自民党茨城県連は茨城県議の野村五男を擁立し、保守は分裂状態となった。自民党は候補者一本化に向けて、党本部が動き出し、当時の自民党幹事長の小沢一郎の説得により、妙子は立候補を断念した。自民党は候補者一本化に成功し、選挙は野村が当選した。
1998年4月の春の叙勲で勲四等に叙され、宝冠章を受章する。
2000年4月30日、死去した。82歳没。死没日をもって従五位に叙された。

## 親族
- 夫：岩上二郎 - 1959年から1975年までは茨城県知事。1978年から1989年に死去するまでは自由民主党所属の参議院議員。